# 서부쿠올
서부쿠올(Dasyurus geoffroii)는 주머니고양이과에 속하는 유대류의 일종이다. 웨스턴오스트레일리아 주에서 가장 큰 육식 포유류이다. 멸종 준위협종(NT, Near threatened species)로 분류하고 있다.